# گورستان ده چشمه
گورستان ده چشمه مربوط به دوره قاجار است و در شهرستان فارسان، بخش مرکزی، دهستان میزدج سفلی، جنوب غرب روستای ده چشمه واقع شده و این اثر در تاریخ ۲۸ شهریور ۱۳۸۶ با شمارهٔ ثبت ۱۹۶۸۱ به‌عنوان یکی از آثار ملی ایران به ثبت رسیده است.